# Odbita do bita
Odbita do bita je slovenska radijska oddaja Vala 202, ki vsak teden obdeluje eno ali več tem iz sveta sodobnih tehnologij. Oddaja, ki izhaja tudi kot podcast, deluje od 16. februarja 2011, voditelja sta Maruša Kerec in Anže Tomić.
Ime za oddajo je na Twitterju predlagal Jonas Žnidaršič, ki je tudi boter oddaje. Pred Marušo in Anžetom jo je vodil (tudi) Matej Praprotnik.